# Anglicanismo no Brasil
A história do anglicanismo no Brasil inicia-se no século XIX, no contexto da transferência da corte portuguesa para o Brasil, o que trouxe destaque para a região nas relações exteriores e possibilitou a abertura das primeiras capelas anglicanas no país. O anglicanismo é o grupo protestante mais antigo em operação contínua no Brasil. Inicialmente vinculado à Igreja da Inglaterra e restrito aos membros da colônia britânica, o anglicanismo começou a arregimentar fiéis brasileiros após as iniciativas missionárias de membros da Igreja Episcopal dos Estados Unidos, que obtiveram êxito a partir de 1889, quando foi proclamada a República, o que desvinculou a Igreja Católica do Estado brasileiro e permitiu a livre conversão dos brasileiros a qualquer religião além da católica. Em 1955, as capelas anglicanas mantidas pela Igreja da Inglaterra fundiram-se ao distrito missionário do Brasil, então operado pela Igreja Episcopal dos Estados Unidos. Dez anos mais tarde, a Igreja Episcopal Anglicana do Brasil (IEAB) foi oficialmente separada da Igreja Episcopal dos Estados Unidos, tornando-se a 19ª Província eclesiástica autônoma da Comunhão Anglicana. Desde então, houve diversos cismas no anglicanismo brasileiro, geralmente em resistência à aceitação de costumes mais liberais pela IEAB, além da introdução de jurisdições estrangeiras não vinculadas à Comunhão Anglicana. Atualmente, todas as vertentes existentes no movimento anglicano internacional – anglo-católica, evangélica, liberal e carismática – encontram-se representadas no país.
Em 2000 os anglicanos foram estimados em 0,2% dos evangélicos de missão em pesquisa do Instituto Brasileiro de Geografia e Estatística, o que correspondia a na época a 13.880 membros. Em 2009, nova pesquisa realizada pela Fundação Getúlio Vargas estimou os anglicanos em 0,01% da população brasileira, à época 19.400 membros.

## História

### Origem do anglicanismo

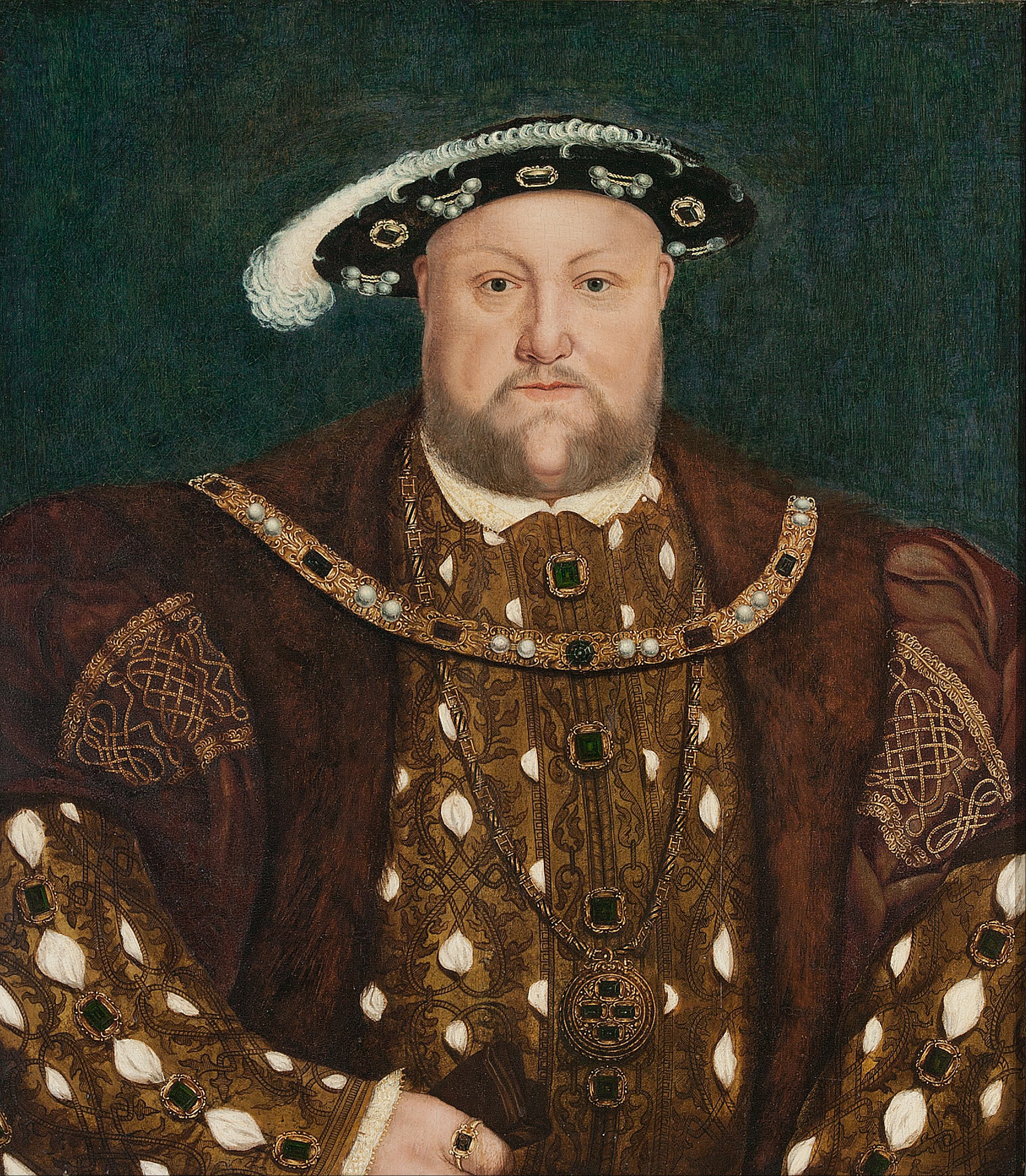
Henrique VIII, determinou o rompimento das relações da Igreja da Inglaterra com o Vaticano.

O cristianismo chegou na Inglaterra entre os séculos I e II, antes do fim da perseguição aos cristãos no Império Romano. Inspirada na antiga religião celta, a fé cristã desenvolveu tradições e práticas distintas nas ilhas britânicas, se tornando o que estudiosos posteriormente chamariam de cristianismo céltico. Esta forma de religiosidade seria mais espiritual, ecológica e mística, embora não haja um consenso entre os acadêmicos. Em 597 d.C. o então Bispo de Roma, Papa Gregório enviou Agostinho e 40 monges beneditinos numa missão para converter os anglos e unificar os celtas à Igreja Católica. Através de um acordo, os líderes religiosos locais se submeteram à autoridade papal. Com a ajuda de cristãos residentes em Kent, Agostinho estabeleceu a sede da Igreja de Roma na Inglaterra em Cantuária, capital do Reino de Kent, e se tornou o primeiro Arcebispo de Cantuária em 598 d.C. Embora algumas práticas do cristianismo céltico tenham sido alteradas após o Sínodo de Whitby, em 664 d.C., os cristãos locais já reconheciam a autoridade papal.
O anglicanismo surgiu enquanto prática religiosa distinta do catolicismo romano a partir de 1534, quando o Rei Henrique VIII, movido a interesses políticos e pessoais, proclamou a independência da Igreja da Inglaterra da Igreja de Roma, rechaçando a autoridade papal.  O monarca desejava anular seu casamento com Catarina de Aragão, visto que esta não havia dado-lhe um herdeiro do sexo masculino. No campo político, a ruptura significaria o fim do repasse de impostos a Roma e o término da subordinação do rei ao Tribunal Eclesiástico. A nova igreja, que se considera uma continuidade da Igreja primitiva por não haver rejeitado a fé católica e apostólica, logo se espalhou pelas colônias britânicas no Novo Mundo. No Brasil, no entanto, a religião oficial imposta pelos dominadores portugueses era o catolicismo romano e as tentativas de missionarismo protestante fracassaram devido à repressão da Coroa portuguesa.

### A chegada de cidadãos britânicos no Brasil
A historiografia brasileira e muitas obras de história eclesiástica relatam que a introdução do Anglicanismo no Brasil ocorreu no início do século XIX, com o estabelecimento de capelanias para atender aos súditos do Império Britânico presentes em solo brasileiro. A assinatura do Tratado de Comércio e Navegação entre Portugal e Inglaterra não só impulsionou as relações comerciais e diplomáticas entre as duas nações amigas, mas também criou as condições necessárias para a chegada do culto anglicano ao Brasil. 
Porém, também existe a tese de que o culto anglicano se estabeleceu primeiro em Pernambuco durante a ocupação holandesa no século XVII, sendo defendida por alguns estudiosos, como o historiador José Antônio Gonsalves de Mello, e nas teses de Maria Eduarda Castro Magalhães Marques e Rafael Vilaça Epifani Costa. Ele menciona que, durante o governo de Maurício de Nassau, havia uma comunidade de ingleses em Recife, assistida por um capelão, o reverendo Samuel Batsealer, chamado de Ecclesiastes Anglicanus Mauritstadii. A presença inglesa no Brasil Holandês era significativa, com registros de uma companhia de soldados ingleses composta por 150 a 180 homens, comandada por John Godlad. Além disso, Batsealer é citado como ministro da igreja inglesa, cujo templo ficava localizado no Convento e Igreja de Santo Antônio.
O primeiro missionário anglicano a pisar em solo brasileiro no século XIX foi Henry Martin, em 1805. Ele aportou em Salvador, na Bahia quando seu navio seguia viagem para a Índia. Ele permaneceu por duas semanas na cidade, onde manteve contato com padres que falavam francês e latim. Em sua visão, o Brasil era um país escravizado pela idolatria e pelo "cristianismo espúrio". Ele desejava fazer algo contra essa situação, mas era impedido de converter brasileiros pela legislação da época.
Em 1808 a corte portuguesa se transfere para o Brasil e o país, embora mantivesse sua situação colonial, ganhou maior autonomia e proeminência nas relações exteriores. Em 1810 Portugal e Inglaterra assinam o Tratado de Comércio e Navegação, o que permitiu a construção de capelas anglicanas em terras brasileiras, contanto que elas não tivessem a aparência de templos religiosos – não poderiam ter torres ou sinos – e não buscassem a conversão de brasileiros católicos.. Nesse ano, ocorreram os primeiros cultos anglicanos do país – em inglês e voltados exclusivamente para estrangeiros. Antes da assinatura do tratado, os anglicanos residentes no Brasil reuniam-se em residências e navios ingleses para realizarem seus cultos.

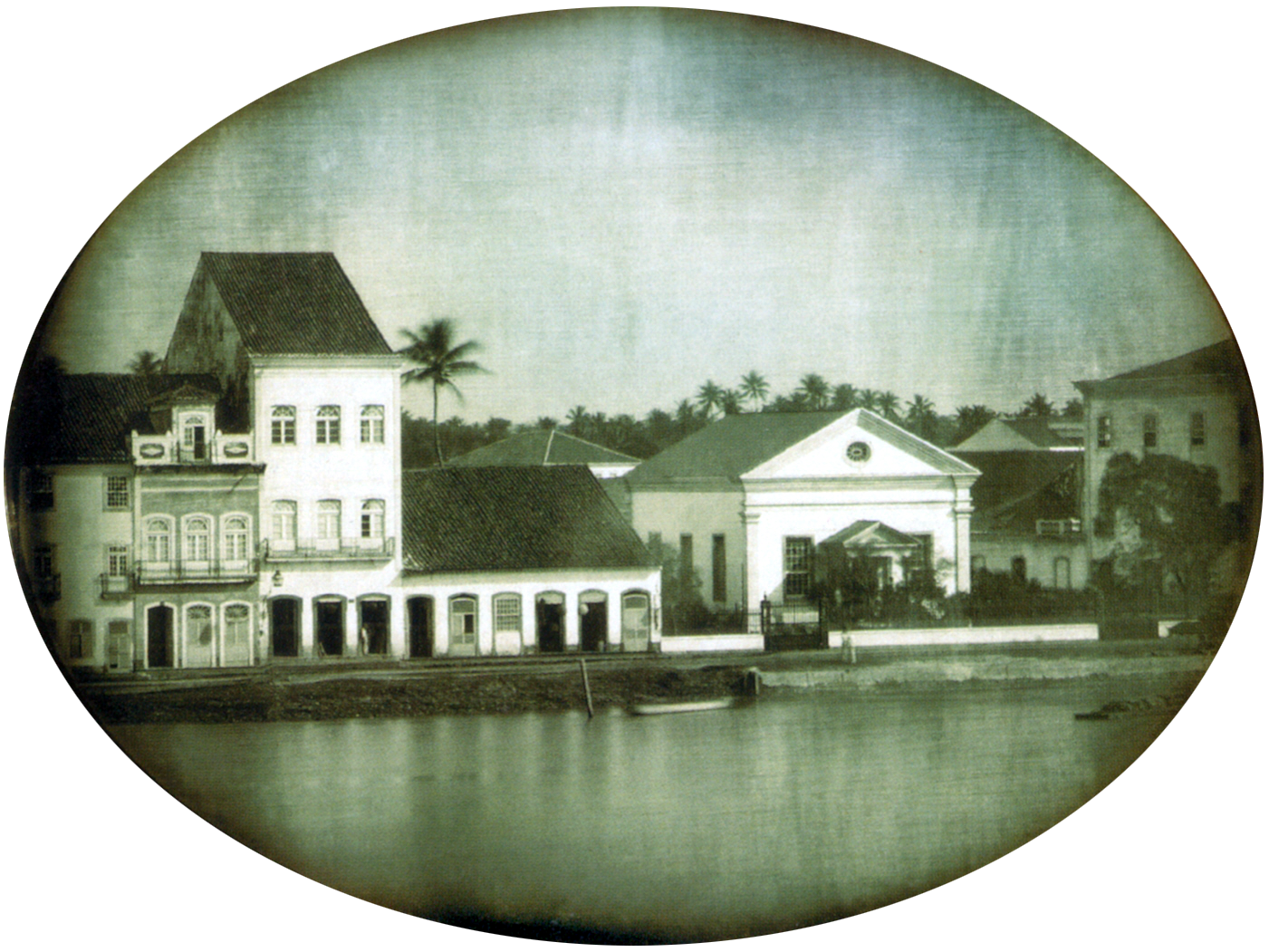
A Capela Anglicana do Recife (1838-1946) em fotografia do estadunidense Charles Fredricks, 1851.

Em meados daquele século, as três principais cidades brasileiras, que haviam ganhado ainda na década de 1810 cemitérios para a colônia inglesa, já abrigavam templos anglicanos: em maio de 1822, a primeira capela anglicana do país, a Christ Church, foi aberta no Rio de Janeiro; em maio de 1838, houve a fundação do primeiro templo anglicano no Recife, a Holy Trinity Church; e em outubro de 1853, foi inaugurada a capela de Saint George's Church em Salvador. Surgiram ainda capelas anglicanas em Nova Lima e Mariana, cidades de Minas Gerais que desenvolveram numerosas colônias britânicas devido à exploração das minas de Morro Velho e da Passagem por empresas inglesas. As capelanias inglesas, como ficaram conhecidas, eram subordinadas diretamente à Igreja da Inglaterra, e atendiam somente os cidadãos da Coroa britânica.

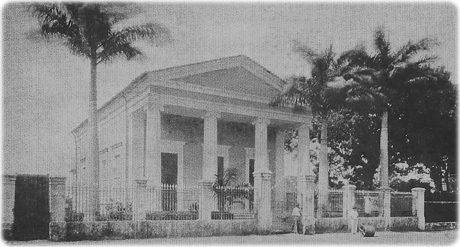
A Capela Anglicana de Salvador (1853-1975) em fotografia do suíço Guilherme Gaensly, circa 1870.

Os capelães anglicanos não faziam oposição ao status quo vigente, sendo alguns fiéis donos de escravos, em oposição aos esforços da Igreja da Inglaterra para abolir a escravidão. Segundo o Reverendo Boys, capelão da ilha de Santa Helena, que passou algum tempo no Rio de Janeiro, havia naquela época cerca de 1.500 comerciantes ingleses na então capital do Brasil que possuíam, juntos, pelo menos dois mil escravos. Há registros do batismo forçado de escravos pertencentes a James Thornton, Robert Palmer (da Christ Church) e John Alexander e Coronel Skerit (da colônia mineira), embora o proselitismo anglicano fosse proibido segundo os termos do tratado de 1810.
Segundo Elisete Silva, a comunidade anglicana era "ausente dos problemas sociais e políticos da população". Os ingleses residentes em Salvador, que frequentavam cultos anglicanos — à época realizados em residências —, eram proprietários de escravos que utilizavam como mão de obra doméstica ou em empreendimentos de caráter manufatureiro que mantinham. Seus escravos, em sua maioria de origem muçulmana, estiveram entre os líderes da Revolta dos Malês, ocorrida em 1835. Dos 160 acusados de liderar a revolta, 45 pertenciam a ingleses residentes no bairro da Vitória.
Embora alguns anglicanos não estivessem interessados em manter escravos, tampouco eram sensíveis à luta e às condições deles. Alguns ingleses que congregavam na Saint George's Church, como Edward Jones, George Mumford e George Blandy tentaram deixar seus escravos de herança para seus sucessores. Seus herdeiros, cidadãos da Coroa britânica, eram impedidos de manter escravos pela legislação inglesa. Ao invés de conceder alforria aos escravos, o que poderiam fazer como novos donos, negociaram uma barganha financeira com os demais herdeiros, cidadãos brasileiros, que poderiam ser proprietários de escravos. Para o Reverendo Robert Walsh, incrédulo de que cidadãos britânicos pudessem comprar e vender seres humanos, o Brasil mudava a natureza das pessoas. Sobre uma cena que presenciou, o capelão — que esteve no país entre 1828 e 1829 numa missão — escreveu: "[estando] em um país estrangeiro e em contato com a escravidão a sua natureza parece modificar-se, e ele passa a vender não só a mãe de crianças como as crianças também, e com tanta indiferença como se fosse uma porca e sua ninhada".

### Missionários americanos e a indigenização
Após a independência do Brasil, houve a tentativa de se implantar uma igreja anglicana voltada para o povo brasileiro. Assim sendo, foram realizados os primeiros trabalhos missionários por religiosos anglicanos no país. Em 1853, o reverendo William Cooper foi enviado pela Igreja Episcopal dos Estados Unidos para realizar trabalho missionário no país, a pedido de um episcopaliano do Rio de Janeiro, provavelmente membro da colônia americana. No entanto, o navio de Cooper naufragou no Caribe a caminho do Brasil e ele desistiu da missão, retornando para os Estados Unidos.
Em 1860, o reverendo escocês Richard Holden desembarcou em Belém, no Pará, também enviado pela Igreja Episcopal dos Estados Unidos. Holden conduziu a menos fracassada das missões, permanecendo no país por doze anos. Ele escolheu Belém devido à existência de um posto de distribuição de bíblias na cidade e à expectativa de que o Rio Amazonas fosse aberto à navegação internacional. Em Belém, tentou criar uma comunidade anglicana, mas não obteve sucesso. Usou a imprensa local para difundir a religião, escrevendo artigos em jornais que provocaram a ira do então bispo católico da cidade, Dom Antônio de Macedo Costa. Holden foi responsável pela primeira tradução do Livro de Oração Comum em português e por uma dezena de hinos e viajava pelos afluentes do Rio Amazonas para vender bíblias nas comunidades ribeirinhas. Em 1862, após o fracasso da missão no norte, mudou-se para Salvador, onde também valeu-se da imprensa para propagar o anglicanismo. Encontrou forte oposição na capital baiana e sofreu três tentativas de assassinato. Devido à sua personalidade forte e seu estilo polêmico de pregar, Holden começou a encontrar oposição também na Igreja Episcopal dos Estados Unidos, que havia patrocinado sua vinda ao Brasil. Em 1864, ele aceitou o convite do Dr. Robert Kalley para atuar como pastor na Igreja Congregacional Fluminense no Rio, onde a consciência social era mais profunda. Mais tarde abandonou o anglicanismo e se tornou darbista.

"Esses missionários vieram para trabalhar com os brasileiros, ao contrário dos britânicos, que vieram trabalhar com eles mesmos. Nossa relação é obviamente mais forte com os americanos, já que eles tomaram a iniciativa de iniciar o diálogo com os brasileiros"

Reverendo Arthur Cavalcante, secretário provincial da IEAB, sobre os esforços missionários de Kinsolving, Morris, Brown, Meem e Packard.
As missões anglicanas só obtiveram êxito no país após 1889, quando foi proclamada a República, o que desvinculou a Igreja Católica do Estado Brasileiro e possibilitou a livre conversão de católicos ao anglicanismo e demais religiões. Em 1890, os reverendos missionários Lucien Lee Kinsolving e James Watson Morris vieram do Seminário Teológico da Virgínia nos Estados Unidos e estabeleceram-se numa casa na Rua Voluntários da Pátria em Porto Alegre, onde realizaram o primeiro culto anglicano em português no país, em 1º de junho daquele ano. Embora os anglicanos estivessem realizando cultos no país desde 1810, esta é considerada a data de introdução do anglicanismo no Brasil pela Igreja Episcopal Anglicana do Brasil (IEAB), então denominada Igreja Protestante Episcopal no Sul dos Estados Unidos do Brasil.
Outros três missionários norte-americanos — os reverendos William Cabell Brown e John Gaw Meem e a leiga Mary Packard — vieram para o Brasil no ano seguinte, estabelecendo missões em Santa Rita do Rio dos Sinos, Rio Grande e Pelotas. Esses cinco missionários são considerados os fundadores da IEAB e ajudaram a difundir o anglicanismo no Sul do país, região que hoje concentra o maior número de igrejas anglicanas. Em 1893, Morris e Brown fundaram o Estandarte Cristão, jornal da comunidade anglicana em Porto Alegre. No mesmo ano, a comunidade recebeu o bispo norte-americano George William Peterkin, que ordenou quatro diáconos. Quatro anos depois, foi a vez da comunidade receber Waite Hockin Stirling, bispo das Ilhas Falkland, que ordenou os três primeiros presbíteros nacionais e confirmou 159 fiéis. Dentre os confirmados na igreja em seus primórdios, estava Lindolfo Collor, que chegou a ingressar no Seminário da denominação e a escrever para o Estandarte Cristão.

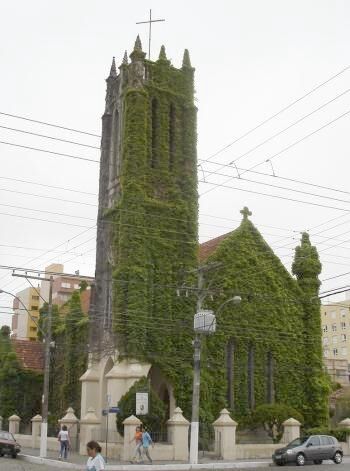
A Catedral do Redentor, localizada em Pelotas, foi uma das primeiras igrejas de confissão anglicana do Brasil, inaugurada em 1892.

Em 1899, Kinsolving foi sagrado bispo da Igreja Episcopal no Brasil. Em 1907, os esforços missionários no país resultaram no estabelecimento do distrito missionário do Brasil no âmbito da Igreja Episcopal dos Estados Unidos. Em 1908, os missionários iniciaram suas atividades no Rio de Janeiro, então capital nacional, onde Kinsolving desejava construir a sede nacional da igreja. Quatro anos depois, os anglicanos fundaram suas primeiras escolas em Porto Alegre e Santana do Livramento. Em 1921, a Igreja se firmou na Baixada Santista, chegando a São Paulo em 1924. Nesta região, conquistou principalmente imigrantes japoneses, graças ao trabalho missionário do reverendo Barnabé Kenzo Ono. Em 1926, William Mathew Merrick Thomas foi eleito bispo da comunidade brasileira e Kinsolving retornou para os Estados Unidos no ano seguinte. Em 1929, a Igreja fundou a Imprensa Episcopal e, no ano seguinte, realizou a mais importante revisão do Livro de Oração Comum (LOC). Através do LOC, os cultos são apresentados de maneira uniforme em todas as igrejas da denominação e em língua nativa.
O primeiro bispo nascido no Brasil, Dom Athalicio Theodoro Pithan, foi sagrado em 1940, quando a Igreja Episcopal dos Estados Unidos celebrava seus 50 anos de atividade no país. Em 1949, o distrito missionário foi dividido em três dioceses, o que deu início às discussões sobre a autonomia da Igreja Episcopal brasileira. Em 1955, as capelas inglesas fundadas no Período Joanino passaram à administração do distrito missionário brasileiro após um acordo firmado entre a Igreja da Inglaterra e a Igreja Episcopal dos Estados Unidos. Na mesma época, a Igreja chega ao Nordeste, conquistando fiéis entre a classe média da Zona da Mata. Em 1965, a Igreja Episcopal Anglicana do Brasil foi oficialmente separada da Igreja Episcopal dos Estados Unidos, tornando-se uma província eclesiástica autônoma da Comunhão Anglicana, a décima-nona, e elegendo Dom Egmont Machado Krischke como seu bispo primaz. Desde então, a IEAB possui autonomia para elaborar seus próprios cânones e formulários litúrgicos. Em 1974, o Brasil recebeu, pela primeira vez, a visita de um arcebispo de Cantuária, à época Arthur Michael Ramsey.
Em 1985, a IEAB passou a ordenar mulheres, sendo a primeira delas a reverenda Carmen Etel Alves Gomes. A ordenação feminina na IEAB ocorreu antes mesmo da Igreja da Inglaterra começar a fazer o mesmo. Em 1990, durante o centenário da IEAB, os primazes norte-americano e brasileiro concordaram em estabelecer um comitê bilateral visando à reaproximação entre as igrejas, encorajando parcerias e relações mútuas entre as igrejas. A Igreja Episcopal dos Estados Unidos continua enviando missionários para o Brasil e as Dioceses de Pensilvânia e de São Paulo e as de Brasília e de Indianópolis mantêm relações mútuas. Mais recentemente, a IEAB se voltou para o diálogo com as igrejas anglicanas dos demais países lusófonos. Na virada do século, a Igreja Episcopal Anglicana do Brasil começou a experimentar conflitos internos semelhantes àqueles ocorridos na Igreja Episcopal dos Estados Unidos da América, opondo fiéis liberais e ortodoxos ou modernos e tradicionalistas. Assim, surgiram igrejas anglicanas independentes também no Brasil. O anglicanismo brasileiro sofre um fenômeno de fratura assim como os demais sistemas eclesiais cristãos.

## Igrejas
Embora a IEAB seja o ramo mais antigo e organizado do anglicanismo no Brasil, com 135 anos de existência, há diversas igrejas que disputam a herança da tradição anglicana no país. Há pelo menos 24 grupos que usam a denominação "anglicana" ou "episcopal". Apesar disso, a IEAB é a única igreja vinculada, de facto e de jure, à  Comunhão Anglicana. Para fazer parte da Comunhão, as igrejas precisam reconhecer a primazia (liderança) de honra do arcebispo de Cantuária, colaborar financeiramente de acordo com seus recursos para a manutenção do escritório central da Comunhão Anglicana, enviar bispos para representar sua província na Conferência de Lambeth (reunião dos bispos anglicanos que ocorre a cada dez anos), designar ou eleger um bispo primaz que representará a igreja local no encontro bienal dos primazes e designar ou eleger representantes (bispos, clérigos ou leigos) para fazerem parte do Conselho Consultivo Anglicano.
A maior parte das igrejas anglicanas dissidentes surgiram a partir do final do século XX em oposição à aceitação de costumes liberais pela IEAB. Em 2005 Bispo Robinson Cavalcanti, então bispo da Diocese Anglicana do Recife, promoveu um cisma na IEAB por se recusar a acolher fiéis homossexuais. Cavalcanti declarou unilateralmente a suspensão do relacionamento da Diocese do Recife com a Igreja, proclamando-a como uma "Diocese autônoma da Comunhão Anglicana". Cavalcanti foi expulso da IEAB, o que provocou o afastamento da igreja do Encontro Anglicano do Hemisfério Sul, contrário aos direitos dos homossexuais. Outro grupo surgido em oposição à inclusão da comunidade LGBT à Igreja pela IEAB foi a Igreja Anglicana Reformada do Brasil, também em 2005.
Há, também, grupos que se denominam anglicanos ou episcopais que não possuem uma ligação histórica com a IEAB ou com as capelanias inglesas. São oriundos de grupos missionários de jurisdições estrangeiras não vinculadas à Comunhão Anglicana. Este é o caso da Igreja Anglicana Reformada do Brasil, uma diocese da Igreja Livre da Inglaterra (fundada em 1844 por anglicanos preocupados com as tentativas de reintroduzir rituais católicos romanos e abandonou da fé cristã reformada na Igreja da Inglaterra), que se opõe à ordenação feminina e à inclusão da comunidade LGBT na Igreja. Desta forma, seja através das divisões ocorridas na IEAB ou da chegada no país de grupos não vinculadas à Comunhão Anglicana, todas as vertentes existentes no movimento anglicano internacional – anglo-católica, evangélica, liberal e carismática –
encontram-se representadas no país.